# 尤里·巴斯卡托夫
尤里·尼古拉耶维奇·巴斯卡托夫（俄語：Ю́рий Никола́евич Башка́тов；1968年6月20日—2022年9月3日）是苏联游泳运动员，毕业于摩尔多瓦技术大学。
1988年，巴斯卡托夫赢得了100米自由泳全国冠军，创造了新的苏联纪录并获得了奥运会的参赛资格。他先后参加了1988年和1992年的夏季奥运会，两次获得4×100米自由泳接力赛银牌。此外，巴什卡托夫在1989年欧洲游泳锦标赛和1991年世界游泳锦标赛上先后获得了三枚奖牌，其中包括一枚金牌。